# Чебурашка
«Чебурашка» — ляльковий мультиплікаційний фільм Романа Качанова, випущений кіностудією «Союзмультфільм» в 1971 році. Продовження фільму «Крокодил Гена» (1969). Єдиний з серії мультфільмів без Шапокляк.

## Сюжет
У крокодила Гени день народження.
Його вітає Чебурашка і дарує йому подарунок — іграшковий вертоліт, який вони запускають, в результаті чого Чебурашка пролітає на велику відстань. Далі друзі займаються тим, що намагаються побудувати шпаківню, але у них нічого не виходить. Потім вони будують дитячий майданчик і допомагають піонерам збирати металобрухт. В знак подяки за будівництво майданчика і допомогу в зборі металобрухту, ланковий піонерів приймає друзів в загін і вчить марширувати.

## Ролі  озвучували
- Василь Ливанов — Крокодил Гена
- Клара Румянова — Чебурашка
- Владимир Ферапонтов — міліціонер, листоноша, пісенька крокодила Гени
- Тамара Дмитрієва[1] — піонери

## Творці
- Кінорежисер: Роман Качанов
- Автори сценарію: Едуард Успенський, Роман Качанов
- Художник-постановщик: Леонід Шварцман
- Оператор: Теодор Бунімович
- Композитор: Володимир Шаїнський
- Звукооператор: Георгій Мартинюк
- Художники-мультиплікатори: Юрій Норштейн, Майя Бузинова, Наталя Дабіжа

## Пісні
У мультфільмі звучить «Пісенька крокодила Гени» Володимира Шаїнського на слова Олександра Тимофієвського.

## Визнання
У 2003 році на Токійському міжнародному ярмарку анімації японська фірма SP International придбала у «Союзмультфільма» права на розповсюдження в Японії мультфільмів про Чебурашку до 2023 року.
З 2004 року Чебурашка став талісманом Олімпійської збірної Росії.

### Нагороди
- 1972 рік — V Всесоюзныий кінофестиваль (Тбілісі) — приз та премія за найкращий мультфільм
- 1972 — «Песенка крокодила Гены» — лауреат фестивалю «Песня года»[4]

### Пам'ятники Чебурашці
- Пам'ятник, що зображає Чебурашку, крокодила Гену та Шапокляк, було встановлено в 2005 році в підмосковному місті Раменське (скульптор Олег Єршов)[5]. Також пам'ятник Чебурашці планувалося встановити в 2007 році в Нижньому Новгороді.[6]
- Ще один пам'ятник крокодилу Гені та Чебурашці, а також інші скульптури героїв радянських мультфільмів, установлено в Хабаровську біля міський ставів, недалеко від льодової арени[7].
- Пам'ятник Чебурашці та крокодилу Гені встановлено в місті Кременчук (Полтавська область, Україна)[8][9].
- 29 травня 2008 року на території дитячого садка номер 2550 у Східному адміністративному окрузі Москви відкрито музей Чебурашки[10].

## Інші мультфільми з серії про Гену та Чебурашку
- 1969 — «Крокодил Гена»
- 1974 — «Шапокляк»
- 1983 — «Чебурашка йде до школи»
- 2013-Чебурашка